# Isthmohyla graceae
Isthmohyla graceae là một loài ếch thuộc họ Nhái bén.
Loài này có ở Panama và có thể có ở Costa Rica.
Môi trường sống tự nhiên của chúng là vùng núi ẩm nhiệt đới hoặc cận nhiệt đới, sông ngòi, đầm nước ngọt, và đầm nước ngọt có nước theo mùa.
Chúng hiện đang bị đe dọa vì mất môi trường sống.